# La Misión kommun
La Misión är en kommun i Mexiko.   Den ligger i delstaten Hidalgo, i den sydöstra delen av landet, 180 km norr om huvudstaden Mexico City.
Följande samhällen finns i La Misión:
- Las Palmitas
- El Naranjo
- La Soledad
- La Pilas
- La Palizada
- La Ciénega
- La Mora
- El Algodón
- El Roa
- El Nogalito
- Rancho Viejo
- El Chamal
- Loma de Pericón
- Piedra Larga
- Macojú
- Mesa de Pilas
- Nuevo Linares
- Las Cañitas
- Vega de la Carrera